# Jay Rodriguez
Jay Enrique Rodriguez (Burnley, 1989. július 29. –) angol válogatott labdarúgó, a Burnley játékosa.

## Pályafutása

### Burnley
Rodriguez a Burnley ifiakadémiáján kezdett futballozni, a 2006/07-es idényben került fel a felnőtt csapathoz. 2007. július 17-én, egy Wrexham elleni barátságos meccsen debütált. Büntetőből eredményes volt, ezzel ő is hozzájárult csapata 5-2-es győzelméhez. A bajnokságban december 29-én, a Bristol City ellen mutatkozott be.
2008-ban kölcsönvette a skót Stirling Albion. A kölcsönszerződés lejárta után ismét bejelentkeztek érte, de a Burnley menedzsere, Owen Coyle nemet mondott. 2008. szeptember 23-án, egy Fulham elleni Ligakupa-meccsen megszerezte első gólját tétmeccsen, ezzel bebiztosította csapata továbbjutását. A Burnley az elődöntőig jutott, ahol a Tottenham Hotspur csak hosszabbításban tudott föléjük kerekedni.

## Külső hivatkozások
- Jay Rodriguez pályafutásának statisztikái a Soccerbase oldalon (angolul)

- Jay Rodriguez adatlapja a Burnley honlapján

## Fordítás
- Ez a szócikk részben vagy egészben  a   Jay Rodriguez című angol Wikipédia-szócikk fordításán alapul.  Az eredeti cikk szerkesztőit annak laptörténete sorolja fel. Ez a jelzés csupán a megfogalmazás eredetét és a szerzői jogokat jelzi, nem szolgál a cikkben szereplő információk forrásmegjelöléseként.